# أفلام أي أي
أفلام أي أي (بالإنجليزية: AA Films)‏ هي شركة توزيع أفلام هندية، مملوكة لأنيل ثاداني. وهي تقوم بشكل أساسي بتوزيع الأفلام الهندية والأفلام المدبلجة باللغة الهندية.

## خلفية
تأسست شركة أفلام أي أي على يد أنيل ثاداني في عام 1993. وهي تقوم بتوزيع الأفلام في الهند بشكل مستقل. دخلت الشركة في مشروع مشترك مع شركة شركة سينيستان للأفلام، ويسمى المشروع المشترك "موزعو أي أي في سينيستان". أنيل ثاداني هو المدير الإداري والرئيس التنفيذي للمشروع المشترك وروهيت خطار، مؤسس ورئيس مجلس إدارة شركة سينستان، هو رئيس المشروع المشترك.